# Junonia cortes
Junonia cortes är en fjärilsart som beskrevs av Herbst 1796. Junonia cortes ingår i släktet Junonia och familjen praktfjärilar. Inga underarter finns listade i Catalogue of Life.